# Loretánská kaple v Brně
Loretánská kaple v Brně je barokní chrám v těsném sousedství kostela svatých Janů při minoritském klášteře v Brně. Loretánská kaple se svatými schody byla postavena v 18. století stavitelem Mořicem Grimmem na místě původního hřbitova. Spolu s celým areálem je od roku 1964 kulturní památkou.

## Historie
Samotná Svatá chýše byla postavena v roce 1716, v letech 1717–1719 kolem ní vyrostly ambity s kaplemi svatého Jana Evangelisty a Marie a Josefa. V roce 1723 bylo zdivo ambitů zvýšeno a prostor mezi nimi (nad Svatou chýší) byl zaklenut. Tehdy také byly vybudovány Svaté schody v podobě presbytáře této kaple (či kostela). Kopuli vymaloval v roce 1725 František Řehoř Eckstein, kompletní výzdoba kaple byla dokončena o rok později.

## Svatá chýše

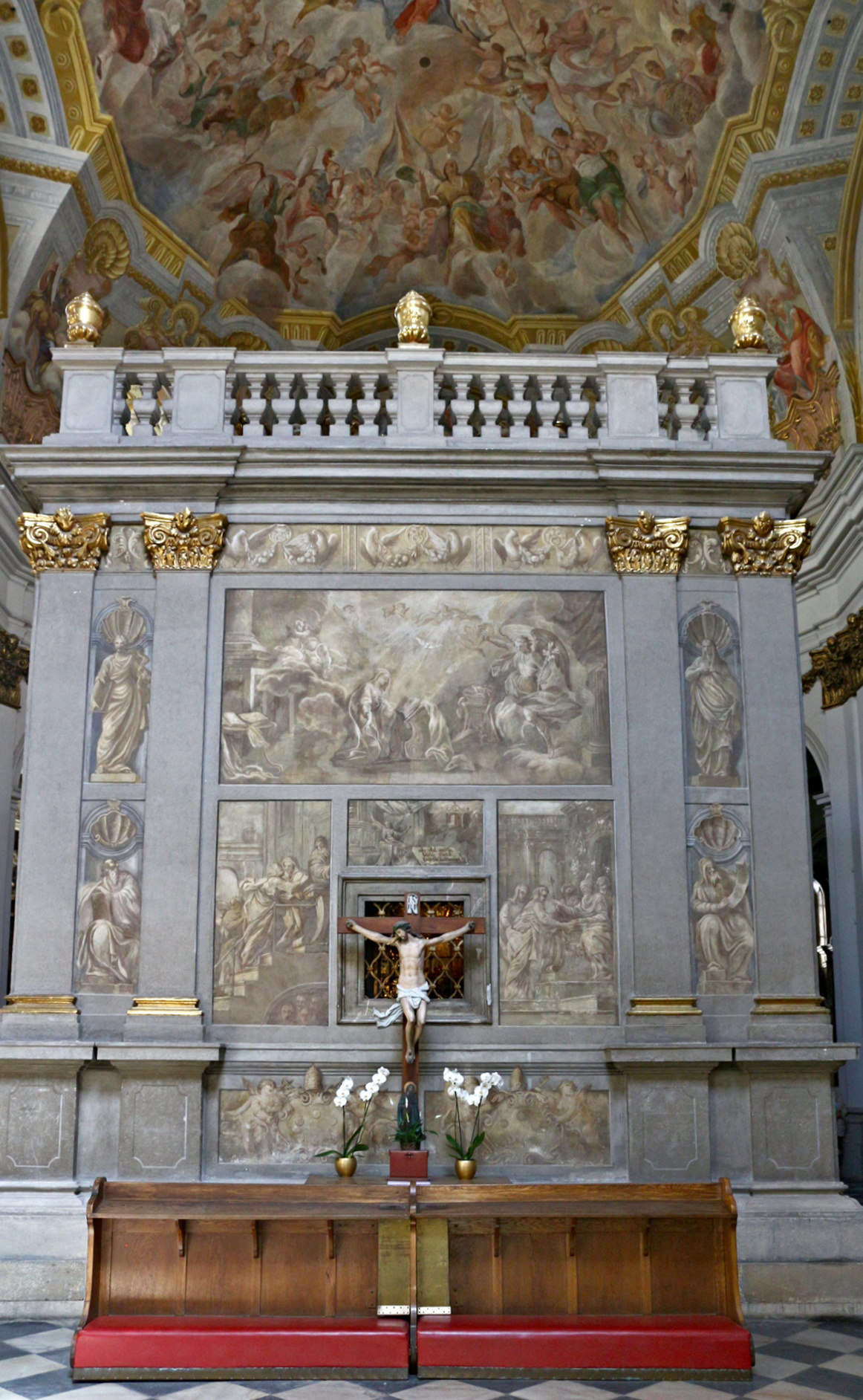
Svatá chýše

Oltář ve Svaté chýši je dřevěný, potažený cínovým plechem. Socha Panny Marie s Dítětem je přesná kopie Loretánské Panny Marie včetně barevnosti i oblečení. Zvenčí i zevnitř je chýše vyzdobena výjevy ze života Svaté Rodiny.

## Svaté schody

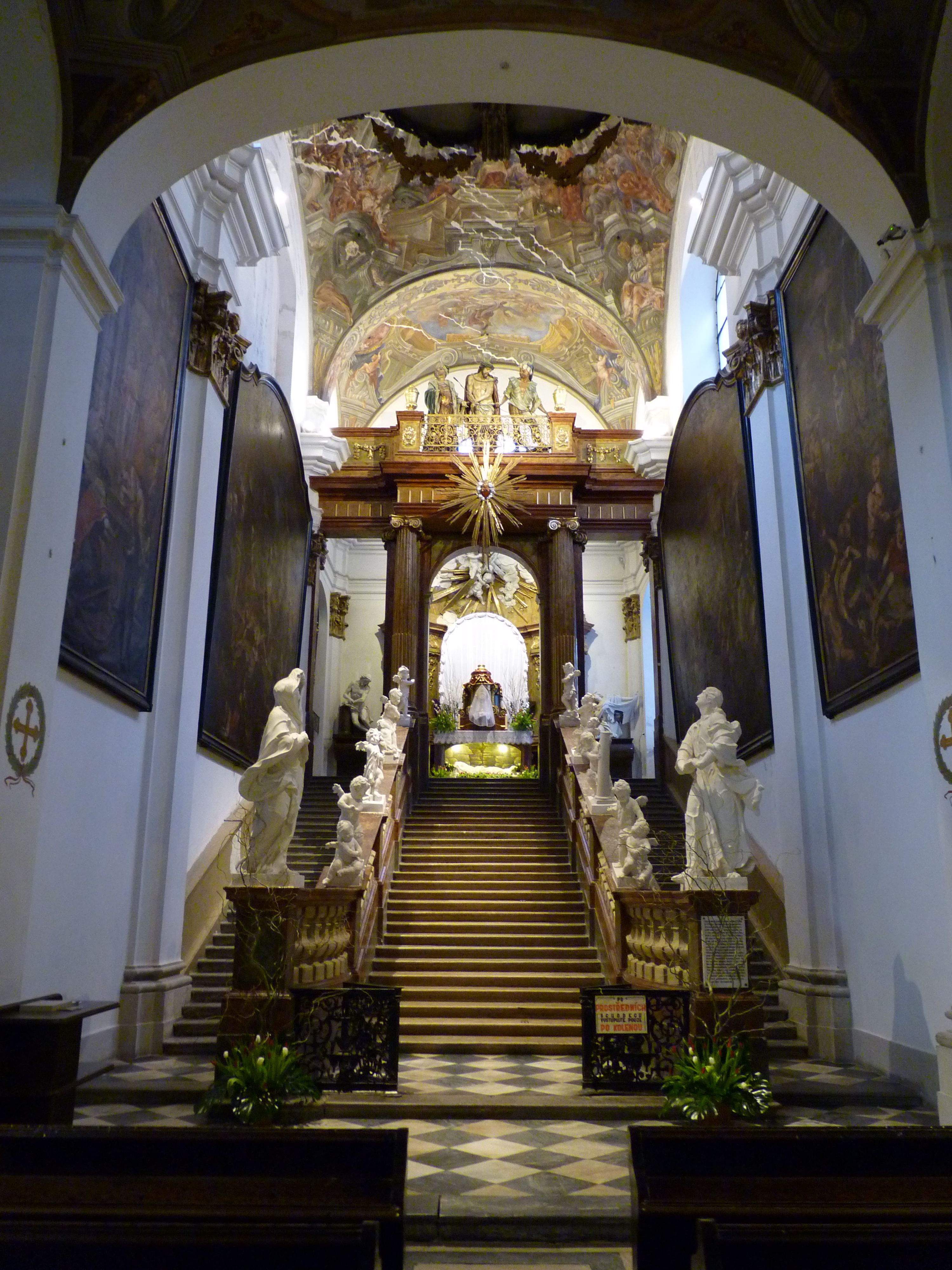
Svaté schody

Podnět k postavení Svatých schodů dal baron Michal Wertema, který odkázal ve své závěti brněnským minoritům větší finanční částku. V 1. schodu jsou ostatky jesliček, v 11. ostatky z Božího hrobu, ve 28. ze sv. Kříže.
Architekturu oltáře a sochařskou výzdobu, sochu Nejsvětějšího Srdce Ježíšova, včetně sousoší Ecce homo nad oltářem, provedl brněnský sochař Jan Jiří Schauberger. Vedle oltáře na levé straně je zbičovaný Kristus, na pravé straně Veronika držící veraikon.
Balustrádu zdobí ve spodní části sochy Panny Marie a sv. Jana Evangelisty, dále pokračují andílci s atributy Kristova umučení od Ignáce Gunsta.
Dvě rozměrná plátna Křižování a Pád pod křížem zdobící Svaté schody jsou dílem brněnského malíře Josefa Havelky, menší plátna Vztyčení měděného hada a Ježíš v předpeklí vytvořil neznámý umělec, možná jeden z minoritských bratří. Na oltáři jsou ostatky sv. Justina.

## Fresky

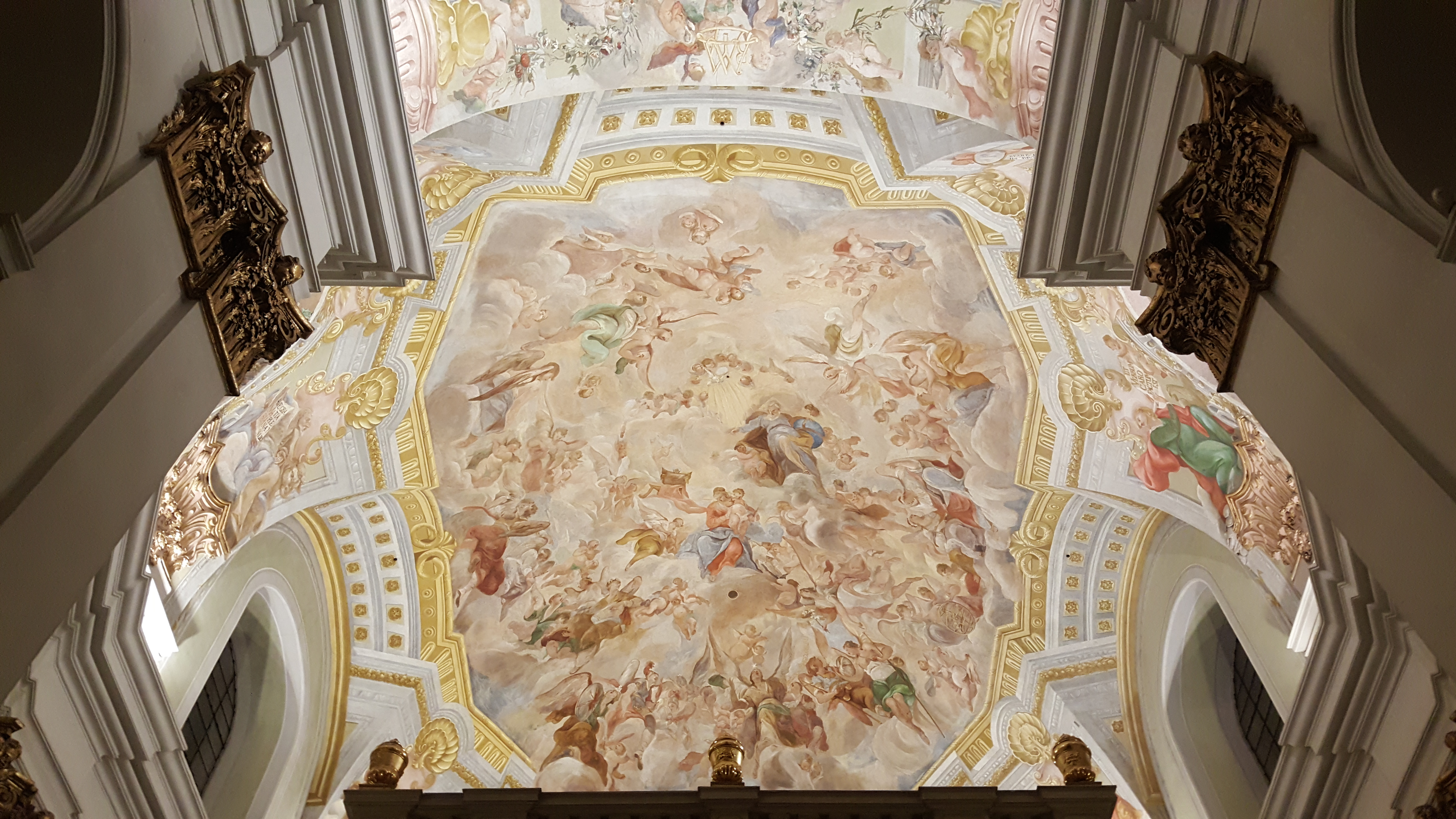
Freska nad kaplí od F. Ř. I. Eckesteina

Autorem výzdoby Loretánského chrámu je brněnský umělec František Řehoř Ignác Eckstein (1689-1741).
Klenbu kostela pokrývá malba s námětem oslavy Panny Marie jako královny nebes. Bůh Otec ve středu kompozice přidržuje levicí zeměkouli a pravicí ukazuje na trůn připravený pro Ježíše Krista. Pohled Boha Otce směřuje dolů na Pannu Marii a malého Ježíše, kteří pozorují anděly. Napravo pod postavou Panny Marie rozeznáme archanděly Gabriela, Michaela a Rafaela.
Na klenutí nad obloukem je scéna přenesení Svaté chýše z Nazareta do Itálie nad nímž bdí Panna Maria, doprovázená ženskými personifikacemi. Žena s markraběcí korunou na hlavě a v hermelínovém plášti, doprovázená červenostříbrně šachovanou orlicí, ztělesňuje Moravu, žena v modrém šatu s perlami na krku, vystavující znak Brna, personifikuje město Brno.
Hlavní pole nad sv. schody zaujímá scéna Kristus před Pilátem. Ve výklencích poznáváme podle citátů proroka Jeremiáše, Ezechiela, Izajáše, poslední je prázdný – připravený pro Krista.
Na východní straně navazuje na židovský soud menší pole s vyobrazením Krista na kříži, který je andělem vynášen na nebesa, kde jej přijímá Bůh Otec a Duch svatý. Dále pokračuje výmalba svitky s pamětními nápisy obnov v letech 1908 a 1948 se jmény minoritů, kteří se na obnově podíleli.